# Cromwell Manor

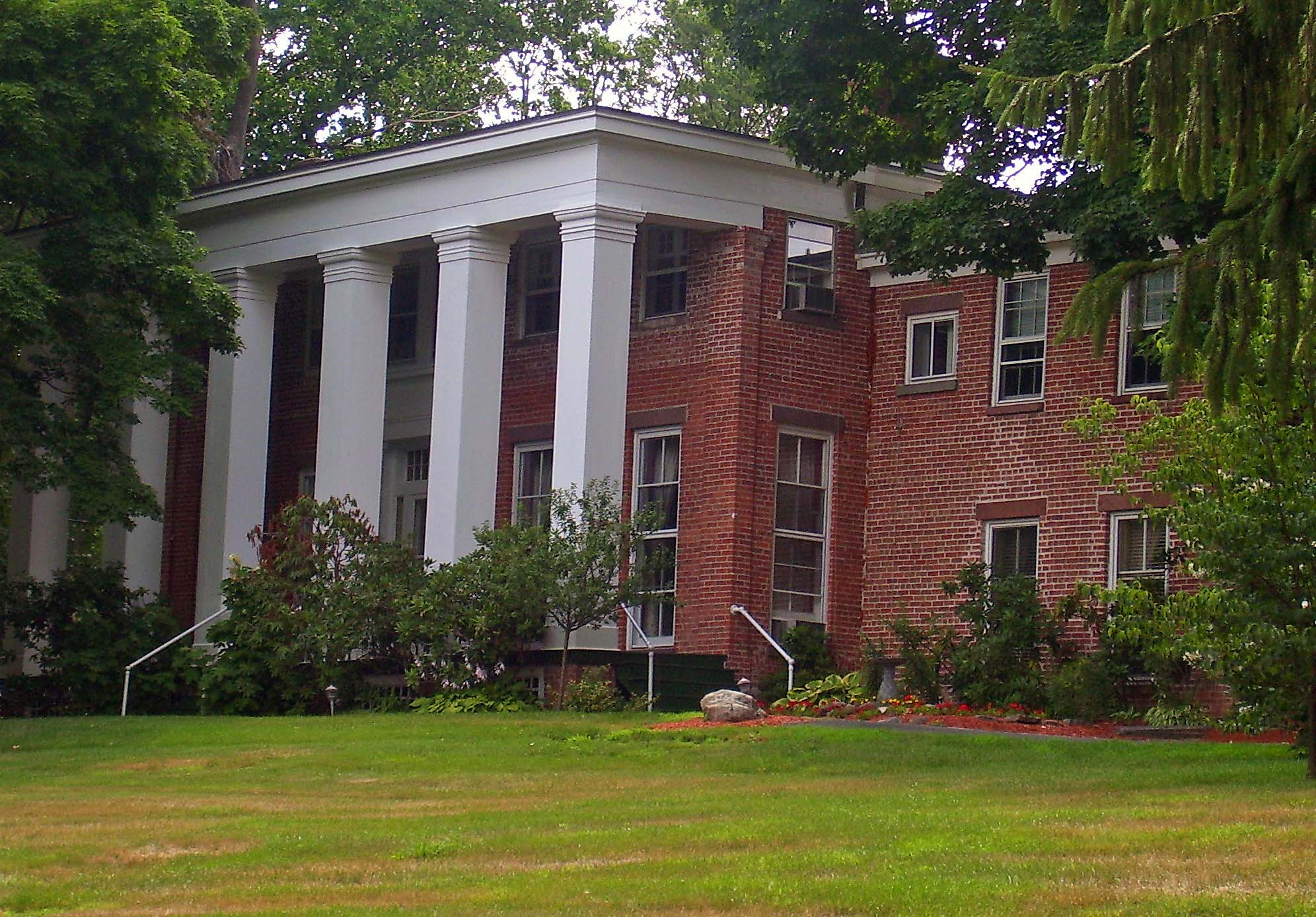
Vorderseite (östliche Seite) des Anwesens, Aufnahme von 2007

Cromwell Manor oder David Cromwell House oder Joseph Sutherland House ist ein Anwesen an der Angola Road in Cornwall, New York, direkt südlich des U.S. Highways 9W. Es ist seit dem 3. Juni 1996 in das National Register of Historic Places eingetragen. Von der aus vier Bauwerken bestehenden Anwesen sind zwei von Bedeutung: das 1820 im klassizistischen Stil erbaute und 1840 erweiterte Haupthaus und ein aus dem Jahr 1779 stammende Cottage mit dem Namen The Chimneys, das ursprüngliche Wohnhaus an der Stelle.
Zum Zeitpunkt seiner Erbauung war Cromwell Manor eines der ersten größeren Häuser im ländlich geprägten Cornwall, eher luxuriös gestaltet denn als Farmhaus und eines der ersten aus Backsteinen gebauten klassizistischen Bauwerke in der Stadt. Nachdem es die Familie Cromwell mehr als ein Jahrhundert bewohnte, wurde es verkauft und in einen Ruhesitz für pensionierte Lehrer umgewandelt. Derzeit (2009) dient es als Bed and Breakfast.

## Beschreibung
Auf dem rund drei Hektar großen Grundstück gibt es vier Contributing Propertys: das Haupthaus, The Chimneys, ein Gästehaus und ein Toilettenhäuschen. Außerdem befinden sich auf dem Grundstück noch ein Brunnen und eine Garage, die allerdings nicht als beitragend gelten, da diese aus dem 20. Jahrhundert stammen.
Das Haupthaus ist ein zweistöckiges Backsteingebäude mit fünf Jochen. Ein Portikus läuft über die gesamte Frontseite des Baus und wird von sechs großen quadratischen Säulen getragen. Das Haus sitzt auf einer niedrigen Erhebung und ist auf die Berge des Black Rock Forest in den Hudson Highlands ausgerichtet. Das Dach ist Flach mit einem Gesims und einem ebenen Fries an der Dachtraufe. In jeder der vier Ecken befindet sich ein Kamin. Ein zweistöckiger, rechteckiger Anbau ist mit dem nördlichen Ende verbunden und eine verglaste Terrasse läuft über die volle Länge der hinteren Seite, der Westseite.
Sowohl an der Vorderseite als auch an der Rückseite sind Fensterbänke und Fensterstürze aus Sandstein gefertigt. Der Haupteingang verfügt über eine zusammengesetzte, lasierte Tür, die mit aufgesetzten dekorativen Holzelementen verziert ist, seitliche Fenster lassen Licht ins Innere. An den Flanken des Eingangs sitzen Pilaster, die eine bis in den zweiten Stock reichende geformte Hauptgesims unterstützen.

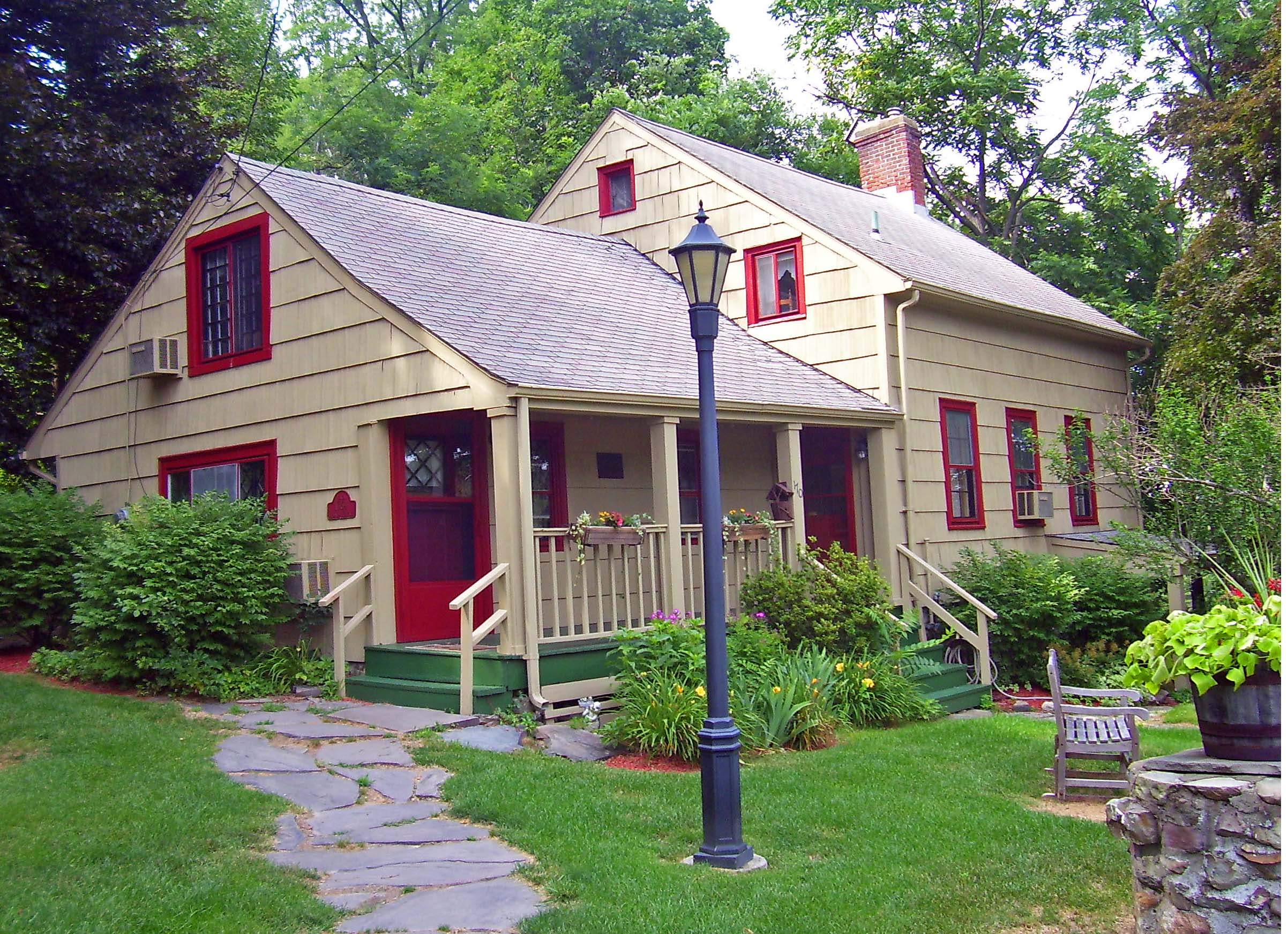
The Chimneys

Im Inneren sind die Häuser um eine zentrale Haupthalle angeordnet. Viele der ursprünglichen Merkmale sind noch intakt, darunter die mit Zierleisten versehenen Decken und Architrave sowie die aus Marmor gefertigten Kamineinfassungen. Schiebetüren teilen die Audienzzimmer.
The Chimneys, das ursprüngliche Haus von Joseph Sutherland, ist ein verschindeltes in Ständerbauweise erstelltes Cottage auf einem steinernen Sockel. Es besteht aus zwei Flügeln. Der Haupttrakt ist ein eineinhalbstöckiger Bau, der Seitenflügel an der Südseite ist einstöckig. Das Interieur wurde seitdem umfassend renoviert, der stalltürartige Eingang und die Kamineinfassungen sind original. Ein nicht beitragender Brunnen befindet sich vor dem Gebäude.
Das Gästehaus, ein in Ständerbauweise erbautes Haus mit Satteldach, befindet sich westlich des Haupthauses, das Toilettenhäuschen liegt südwestlich. Die moderne Garage befindet sich nordöstlich des Haupthauses.

## Geschichte
Die Familie Sutherland, eine der ältesten in Cornwall, New York kaufte im 18. Jahrhundert den größten Teil des Geländes, durch das heute die Angola Road führt. Die Häuser von Daniel und David Sutherland befinden sich weiter nordöstlich, näher am Zentrum des Ortes. Joseph Sutherland erbaute um 1779 das kleine Cottage auf dem Gelände. Er betrieb in dem Gebäude ein Gasthaus und eine Schuhmacherwerkstatt.
David Cromwell war ein ortsansässiger Kaufmann und Farmer und nach einigen Schilderungen ein Abkömmling von Oliver Cromwell, der Mitte des 17. Jahrhunderts die britische Monarchie stürzte, kaufte das Anwesen 1830 von den Sutherlands. Er wohnte bis etwa 1835, als der Bau des Haupthauses vollendet war, in deren Haus. Dieses größere Haus war ein Schritt weg von der Bauweise solcher Häuser in Cornwall bis dahin, der daran angepasst war, was der Farmer auf seinem umliegenden Land erwirtschaften konnte. Cromwells Haus hob sich auch durch die Verwendung von Backsteinen hervor.
Das Gästehaus wurde 1840 erbaut und das Toilettenhäuschen um 1890. Cromwell Manor blieb bis 1941 in der Familie, bis es Emily Cromwell der Association of Retired Teachers verkaufte. Diese nutzte es als Alterswohnsitz für pensionierte Lehrer aus New York City. 1988 verkaufte die Organisation das Anwesen an die derzeitigen Besitzer.